# 埃坦于
埃坦于（法語：Étainhus，法語發音：[etɛ̃.y]）是法国滨海塞纳省的一个市镇，属于勒阿弗尔区。

## 地理
埃坦于（49°34'2"N, 0°18'45"E）面积8.22 平方千米，位于法国诺曼底大区滨海塞纳省，该省份为法国北部沿海省份，其西部及北部濒大西洋英吉利海峡，东起顺时针与索姆省、瓦兹省、厄尔省和卡爾瓦多斯省接壤。
与埃坦于接壤的市镇（或旧市镇、城区）包括：埃普勒托、戈梅维尔、格兰布维尔、马内格利斯、赛讷维尔。
埃坦于的时区为UTC+01:00、UTC+02:00（夏令时）。

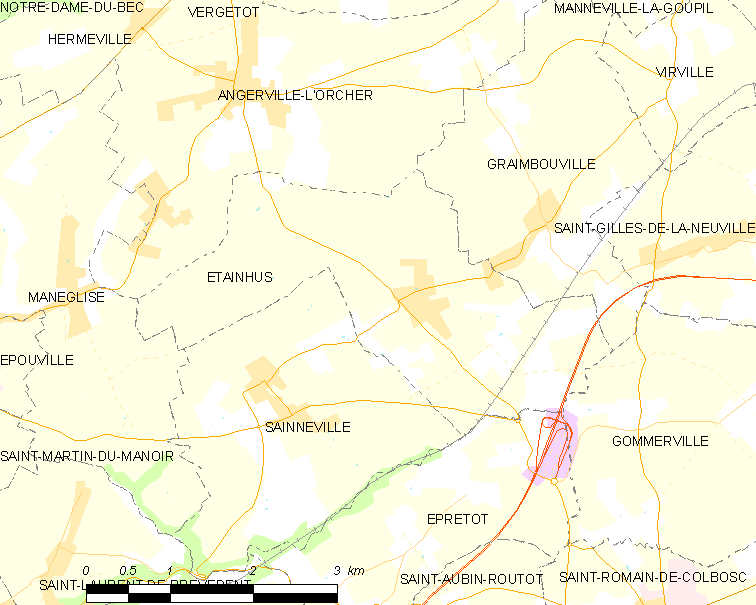
埃坦于的OSM定位图

## 行政
埃坦于的邮政编码为76430，INSEE市镇编码为76250。

## 政治
埃坦于所属的省级选区为圣罗曼-德科尔博斯克县。

## 人口

1962-2008年间埃坦于人口变化图示

埃坦于于2022年1月1日时的人口数量为1209人。